# Bok Cham Bad
Il Wrestiling tradizionale Khmer (Bok Cham Bad) è uno stile di lotta popolare che proviene dalla Cambogia. Anticamente fu praticato nel periodo Angkor ed è rappresentato nei bassorilievi di alcuni templi. Anche se oggi è uno stile praticato prevalentemente dagli uomini, il wrestling Khmer veniva praticato da entrambi i sessi e le lottatrici sono rappresentate nel tempio Banteay Srei. Nel wrestling Khmer, il ballo era importante come la lotta. Dopo il match, il lottatore balla e si muove a ritmo di musica. Gli incontri erano formati da tre round. La vittoria si ottiene quando l'avversario poggia la schiena per terra. Chi vinceva due incontri su tre veniva proclamato il vincitore del match. Dopo ogni round, al perdente veniva chiesto se era intenzionato a continuare con un altro match. I lottatori partecipano a una danza rituale prima del mach. Gli incontri sono accompagnati dal suono di due tamburi chiamati skor ngey e chhmol che significa "tamburo femminile" e "tamburo maschile". I match tradizionali sono tenuti durante il Khmer New Year e altre festività cambogiane. Questo sport era utilizzato come modo per scegliere i leader religiosi e delle tribù. 